# Noah Klieger
Noah Klieger, in ebraico נח קליגר‎? (Strasburgo, 31 luglio 1925 – Tel Aviv, 13 dicembre 2018), è stato uno scrittore, giornalista e dirigente sportivo israeliano, membro del FIBA Hall of Fame dal 2015 in qualità di contributore.

## Biografia
Nato in Francia, con l'avvento del nazismo si trasferì in Belgio con la famiglia. Durante l'occupazione tedesca entrò nella Resistenza, ma nel 1943 fu arrestato e deportato presso il Campo di concentramento di Auschwitz. Costretto a numerose marce della morte, riuscì a sopravvivere e venne liberato dall'Armata Rossa nel 1945 presso il Campo di concentramento di Ravensbrück.
Divenne poi giornalista, lavorando per oltre 60 anni per il quotidiano israeliano Yedioth Ahronoth. Da corrispondente sportivo ha seguito 30 edizioni dei FIBA Eurobasket, 10 Campionati mondiali di pallacanestro e 5 edizioni del campionato di pallacanestro ai Giochi olimpici.
Dal 1951 al 1969 è stato il Presidente del Maccabi Tel Aviv B.C. e del Maccabi Ramat Gan B.C. dal 1970 al 1998. Ha ricoperto incarichi in ambito giornalistico per la FIBA per oltre 25 anni, ed è stato Presidente della Commissione pallacanestro per la Association internationale de la presse sportive, nonché dirigente del Maccabi World Union e della Federazione cestistica d'Israele.